# 宮崎県道・鹿児島県道105号馬渡大川原線
宮崎県道・鹿児島県道105号馬渡大川原線（みやざきけんどう・かごしまけんどう105ごう まわたりおおかわらせん）は、宮崎県都城市から鹿児島県曽於市に至る一般県道である。

## 概要
宮崎県都城市夏尾町から鹿児島県曽於市財部町下財部に至る。

### 路線データ
- 起点：宮崎県都城市夏尾町（宮崎県道45号御池都城線交点）
- 終点：鹿児島県曽於市財部町下財部（宮崎県道・鹿児島県道2号都城隼人線交点、鹿児島県道491号大川原小村線起点）

## 歴史
- 1959年（昭和34年）
  - 6月1日 - 宮崎県告示226号により宮崎県側の路線認定[1]。
  - 6月10日 - 鹿児島県告示437号により鹿児島県側の路線認定[2]。
- 1972年（昭和47年）3月2日 - 馬渡大川原線の路線番号として105が付番される[3]。
- 2024年（令和6年）6月22日 - 梅雨前線による集中豪雨。曽於市財部町大川原から都城市境の間で通行止[4]。

## 路線状況

### 重複区間
- 宮崎県道31号都城霧島公園線（宮崎県都城市美川町 - 都城市高野町）

## 地理

### 通過する自治体
- 宮崎県
  - 都城市
- 鹿児島県
  - 曽於市

### 交差する道路
| 交差する道路                                                  | 都道府県名 | 市町村名 | 交差する場所 | 交差する場所 |
| ------------------------------------------------------------- | ---------- | -------- | ------------ | ------------ |
| 宮崎県道45号御池都城線                                        | 宮崎県     | 都城市   | 夏尾町       | 起点         |
| 宮崎県道31号都城霧島公園線 重複区間起点                       | 宮崎県     | 都城市   | 美川町       |              |
| 宮崎県道31号都城霧島公園線 重複区間終点                       | 宮崎県     | 都城市   | 高野町       |              |
| 鹿児島県道494号大隅大川原停車場線                             | 鹿児島県   | 曽於市   | 財部町下財部 |              |
| 宮崎県道・鹿児島県道2号都城隼人線 鹿児島県道491号大川原小村線 | 鹿児島県   | 曽於市   | 財部町下財部 | 終点         |

### 交差する鉄道
- 日豊本線

### 沿線
- 都城市立西岳小学校
- JR九州日豊本線 大隅大川原駅